# Lima (distrikt)
Distriktet Lima, även kallat Cercado de Lima, är ett av de 43 distrikt som utgör provinsen Lima, beläget i departementet Lima i Peru. Det gränsar i norr till distrikten San Martín de Porres, Rímac och San Juan de Lurigancho; i öster till distrikten El Agustino och San Luis; i söder till distrikten La Victoria, Lince, Jesús María, Breña, Pueblo Libre och San Miguel; samt i väster med distrikten Bellavista, Callao och Carmen de La Legua-Reynoso, de tre sistnämnda tillhörande den konstitutionella provinsen Callao.
Distriktet ligger administrativt under Municipalidad Metropolitana de Lima, som också är säte för provinshuvudstaden. I distriktet ligger den ursprungliga platsen för det antika Ciudad de los Reyes i Limas historiska centrum, som ligger i dess östra del. Det är populärt känt som "Cercado de Lima" (cercado=inhägnad); på grund av namnet som strikt motsvarar det historiska området som var omgivet av en ringmur fram till 1800-talet. Från detta smeknamn uppstod den peruanska seden att kalla det centrala området i de peruanska städerna för ’’cercado’’, även om majoriteten av de städer som grundades i landet inte hade någon ringmur.

## Historia
På 1535, den 18 januari, grundades Lima som "Kungarnas stad" av Francisco Pizarro, i områdets bosättning känd som Limaq. Senare började "Lima" användas som det spanska namnet på staden.
Under decennierna av 1950- och 1960-talen moderniserades Limas historiska centrum genom byggandet av många lägenhets- och kontorsbyggnader. Men, med början på 1970-talet, genomgick området en försämring. Under 1980-talet förvärrades läget, vilket resulterade i en ökning av fordonstrafiken i området. I distriktet som präglas av sin originalitet finns 608 historiska monument som byggdes vid tiden för den spanska närvaron, särskilt inom det utrymme som kallas Damero de Pizarro (ungefär ”Pizarros damspel”).
I slutet av 1990-talet offentliggjordes bestämmelserna för Limas historiska centrum, genom antagandet av förordning 062-MML (1994). Under denna period upplevde Limas historiska centrum en viss återhämtning, med utvisning av gatuhandlare, minskning av brottsligheten och restaurering av historiska monument.

## Geografi
Distriktet Lima ligger i nordvästra delen av provinsen Lima. Det har en yta av 21,98 km².